# Антоние Тодорович
Антоние Тодорович (на сръбски: Антоније Тодоровић или Antonije Todorović) e сръбски учител и революционер, деец на сръбската въоръжена пропаганда.

## Биография
Антоние Тодорович е роден в 1880 година в Призрен. Завършва Призренското богословско училище в 1897 година. В същата година започва работа като сръбски учител във Велес и се включва дейно в организацията и работата на сръбската пропаганда в Македония. Българският митрополит Авксентий Велешки в доклада си от 1904 година включва подробна информация за учителя Антоние Тодорович и го описва като образец на сръбската пропаганда във Велешко.
В есента на същата 1904 година Тодорович се прехвърля в Куманово, където става член на Управителния съвет на Кумановската сръбска революционна организация под името Шарпланинец заедно с други сръбски учители, сред които Йован Цакич, Лазар Божович и след това Атанас Петров, Цакич формира в Куманово градски комитет на сръбската пропаганда в Македония. Тодорович е главният организатор на убийството на българския свещеник Александър, изпълнено на 40 ден след убийството на сръбския поп Атанасие Петрович от българи.
В 1906 година, преследван от властите, е принуден да избяга в Сърбия, тъй като в документите на загиналите на 16 април 1905 година над Челопек четници е открито и неговото име. Връща се в Османската империя след амнистията след Младотурската революция в 1908 година и до 1912 година е управител на сръбските училища в Кривопаланечка каза. Депутат е от Крива паланка в Първата скупщина на сърбите в Османското царство.
След Първата световна война е училищен инспектор в Призрен. Народен представител е в Скупщината на Кралството на сърби, хървати и словенци в 1921 година. Привърженик е на Яша Проданович и Републиканската партия.
В 1954 година изпраща отворено писмо до Мирослав Кърлежа, заради което е осъден на три години затвор. Умира в Белград на 91 година. Оставя спомени за сръбската пропаганда между 1904 и 1912 година, които са ценен източник на информация за организацията на сръбските революционери.